# Kościół Świętego Krzyża w Wodzisławiu Śląskim
Kościół Świętego Krzyża – nieistniejący gotycki kościół drewniany, stojący od średniowiecza na obecnym placu Świętego Krzyża w Wodzisławiu Śląskim, rozebrany w 1826 roku. 

## Historia
Data powstania kościoła oraz jego fundator nie są znane. Według niektórych badaczy powstał on w XV wieku (poprzez analogię do powstania kościołów przyszpitalnych w Pszczynie i Bielsku oraz datowanie cmentarza). Wzniesiono go na niewielkim wzgórzu nazywanym Kopiczkiem lub Kierchberg. Kościół był świątynią przyszpitalną, znajdującą się tuż poza murami miasta, przy której znajdował się cmentarz. Niektóre pochówki datowano metodą radiowęglową na I. poł. XV w., co może świadczyć, że w tym czasie istniał też kościół. Jeden z pochówków można wiązać z praktykami antywampirycznymi, a jego rekonstrukcja znajduje się w wodzisławskim Muzeum. Pierwszy raz w źródłach jest wzmiankowany w 1525 r.. W pobliżu kościoła w 1528 r. funkcjonował pierwszy szpital wodzisławski. W latach 1619–1629 kościół zajęli i użytkowali protestanci. W kolejnych latach wojny trzydziestoletniej został zrujnowany. W 1652 r. był już ruiną. W 1676 r. na miejscu starego rozebranego kościoła wzniesiono nowy, również drewniany z częściowo zachowanych belek. W 1822 r. podczas wielkiego pożaru Wodzisławia Śląskiego, kościół ocalał, jednakże wobec zapaści ekonomicznej miasta rozebrano go w 1826 r. Makieta tego kościoła znajduje się w Muzeum w Wodzisławiu Śląskim.